# Joyeuse (rivière)
Ne doit pas être confondu avec Aran (rivière).
Pour les articles homonymes, voir Joyeuse.
La Joyeuse est une rivière située en France au Pays basque dans le département des Pyrénées-Atlantiques.
Le nom est issu d'une traduction humoristique de son nom basque aran, par confusion avec le mot « alai » qui veut dire « joyeux ».
Son nom historique est Behoteguy (Beotegi, 1350).

## Géographie
La Joyeuse naît à l'ouest d'Iholdy de la réunion des Malhadegiko erreka (au pied du Mendikao, 391 m), Haranburuko erreka, Leizaraneko erreka et Lakoako erreka.
Elle s'écoule vers l'est, traverse Saint-Palais pour se jeter dans la Bidouze à Amendeuix-Oneix. La longueur de son cours d'eau est de 26,8 km.

## Département et communes traversés
- Pyrénées-Atlantiques / Basse-Navarre : Iholdy, Lantabat, Orsanco, Beyrie-sur-Joyeuse, Saint-Palais et Amendeuix-Oneix.

## Principaux affluents
- (D) Harana de Larramendi
- (D) Lohiolako erreka
- (D) Uharrateko erreka[4]
- (G) Osinako erreka
- (G) Zehabia
- (G) Azkongarateko erreka
- (D) Azkonbegiko erreka de Lantabat
- (G) Aïherdiko erreka de Beyrie-sur-Joyeuse
- (G) Algaïruko erreka de Beyrie-sur-Joyeuse